# Arthur Beard
Arthur Henry Beard (* 3. September 1879 in Seaforth; † 1943) war ein englischer Fußballspieler.

## Karriere
Der Rechtsaußen kam im August 1904 von New Brighton zum Zweitdivisionär FC Burnley und nahm an einem vereinsinternen Testspiel teil. Anfang September traf er für Burnleys Reserveteam gegen die Reserve des FC Padiham bei einem 1:1-Unentschieden in der North-East Lancashire Combination. Eine Woche später rückte er für den am Knöchel verletzten Jimmy Hogan für ein Auswärtsspiel in der Football League Second Division gegen die Bolton Wanderers in das Aufgebot der ersten Mannschaft.
Neben Beard debütierte auch William Hutchinson in der Angriffsreihe, die 0:4-Niederlage blieb aber für beide das einzige Pflichtspiel. Die Pressemeinung war im Anschluss eindeutig: „Zur jetzigen Zeit ist Beard kaum „erstklassig“ genug für [Football]-League-Spiele. Er ist mit einem guten Körperbau gesegnet, aber seine fußballerische Ausbildung ist bei Weitem noch nicht abgeschlossen.“ Beard verließ den Klub vermutlich alsbald, in Aufstellungen im Reserveteam findet sich sein Name nach dem Bolton-Spiel nicht mehr.